# Me and My Gal
Me and My Gal is een Amerikaanse dramafilm uit 1932 onder regie van Raoul Walsh.

## Verhaal
De politieagent Danny Dolan tracht de serveerster Helen Riley te versieren. Haar zus Kate is verliefd op de misdadiger Duke. Zowel Helen als Danny weet dat Duke niet deugt. Ze pogen Duke in de gevangenis te krijgen, voordat hij het hart van Kate breekt.

## Rolverdeling
| Acteur               | Personage           |
| -------------------- | ------------------- |
| Spencer Tracy        | Danny Dolan         |
| Joan Bennett         | Helen Riley         |
| Marion Burns         | Kate Riley          |
| George Walsh         | Duke Castenega      |
| J. Farrell MacDonald | Pop Riley           |
| Noel Madison         | Baby Face Castenega |
| Henry B. Walthall    | John Collins        |
| Bert Hanlon          | Jake                |
| Adrian Morris        | Allen               |
| George Chandler      | Eddie Collins       |